# نیسان وینگرود

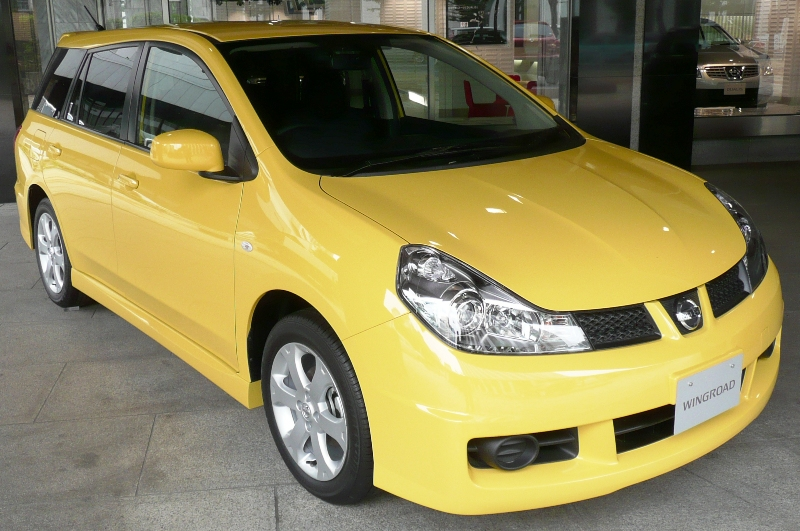

نیسان وینگرود (Nissan Wingroad) خودرویی است که از سال ۲۰۰۶ تا ۲۰۱۸ (Y۱۲ series)تولید شده‌است. طول آن در حالت طبیعی ۴٬۳۹۵ میلیمتر (۱۷۳٫۰ اینچ) و عرض آن در حالت طبیعی ۱٬۶۹۵ میلیمتر (۶۶٫۷ اینچ) و ارتفاع آن در حالت طبیعی ۱٬۵۰۰ میلیمتر (۵۹ اینچ) است. سیستم جعبه‌دندهٔ آن ۴ دنده به صورت خودکار است.

## نگارخانه

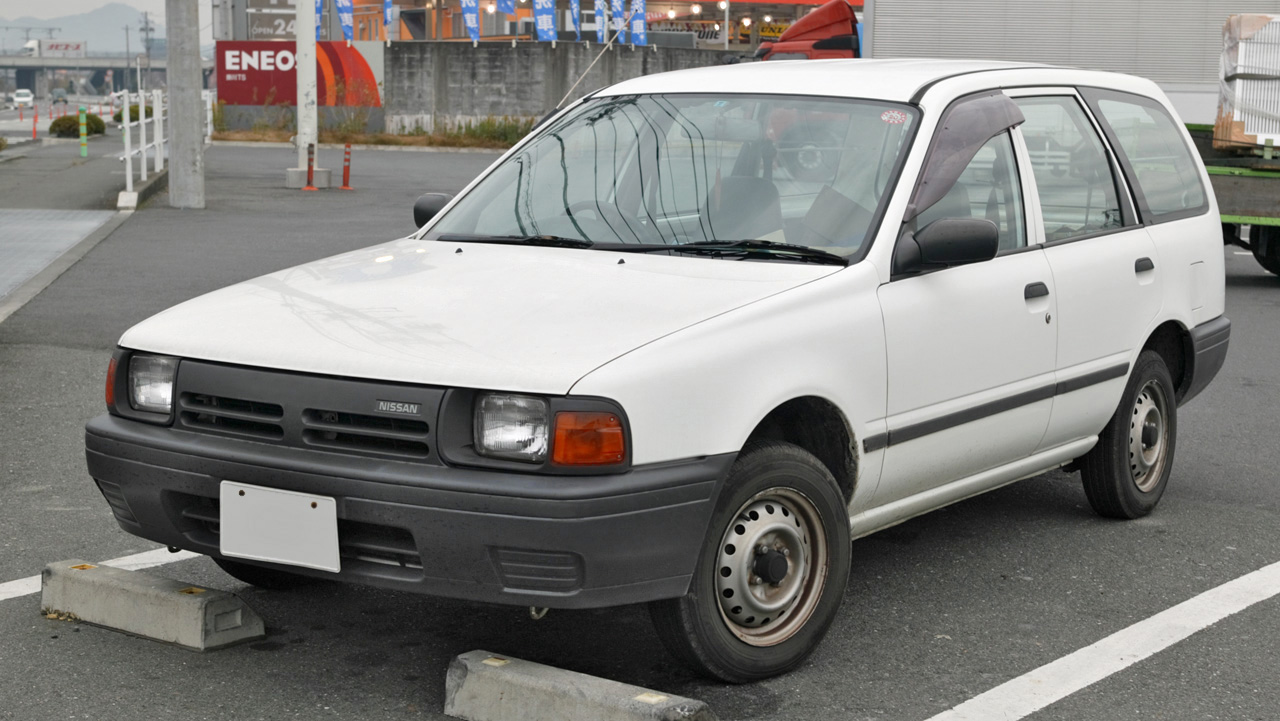
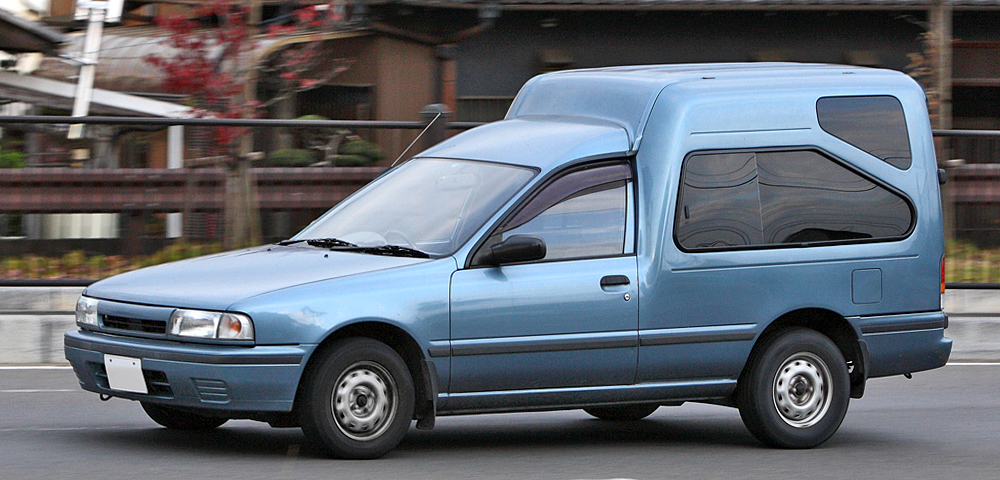
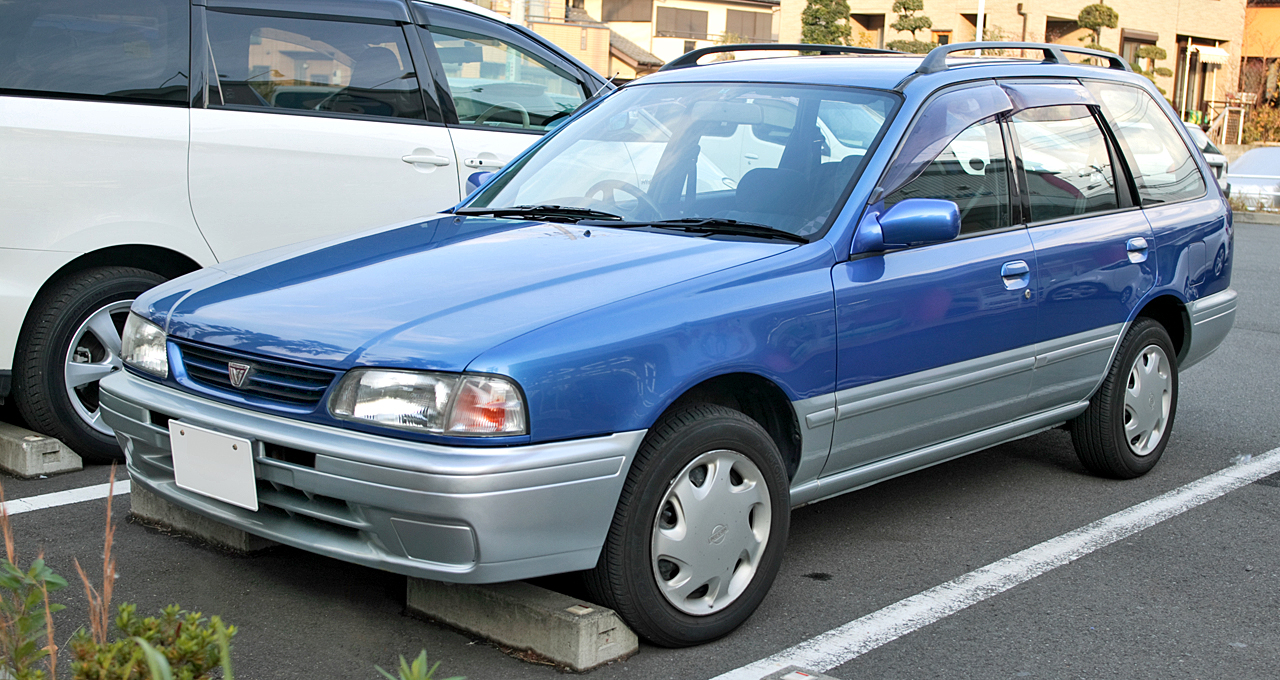